# Birger Jensen
Birger Quistorff Jensen (Copenague, 1 de marzo de 1951–Brujas, Bélgica; 4 de abril de 2023) fue un futbolista danés que jugó en la posición de guardameta.

## Carrera

### Club
| Periodo   | Club             |
| --------- | ---------------- |
| 1971–1974 | Boldklubben 1903 |
| 1974–1988 | Club Brugge      |
| 1988      | Lierse SK        |
| 1989      | RKC Waalwijk     |
| 1989-1991 | FC Varsenare     |

### Selección nacional
Jugó para Dinamarca en 19 ocasiones de 1973 a 1979.

## Logros
- Belgian First Division (5): 1975–76, 1976–77, 1977–78, 1979–80, 1987–88
- Belgian Cup (2): 1976–77, 1985–86[8]
- Belgian Supercup (2): 1980, 1986
- Copa Jules Pappaert (1): 1978[9]
- Trofeo Bruges Matins (3): 1979, 1981, 1984[10]
- Japan Cup Kirin World Soccer (1): 1981[11]